# (1832) Mrkos
(1832) Mrkos es un asteroide que forma parte del cinturón exterior de asteroides y fue descubierto por Liudmila Ivanovna Chernyj desde el Observatorio Astrofísico de Crimea, Naúchni, el 11 de agosto de 1969.

## Designación y nombre
Mrkos recibió inicialmente la designación de 1969 PC.
Posteriormente, a propuesta de la descubridora fue nombrado en honor del astrónomo checo Antonín Mrkos (1918-1996), quien fuera director del Observatorio Klet.

## Características orbitales
Mrkos está situado a una distancia media del Sol de 3,215 ua, pudiendo acercarse hasta 2,878 ua. Tiene una inclinación orbital de 14,95° y una excentricidad de 0,1049. Emplea 2106 días en completar una órbita alrededor del Sol.